# Thryssa stenosoma
Thryssa stenosoma is een straalvinnige vis uit de familie van ansjovissen (Engraulidae) en behoort derhalve tot de orde van haringachtigen (Clupeiformes). De vis kan een lengte bereiken van 15 cm. 

## Leefomgeving
Thryssa stenosoma komt uitsluitend voor in brak water. De vis prefereert een tropisch klimaat. 

## Relatie tot de mens
Thryssa stenosoma is voor de visserij van geen belang. In de hengelsport wordt er weinig op de vis gejaagd. 